# جزیره مادورا
جزیره مادورا جاوه ای:مَدورا،(در زبان جاوه‌ای,زبان عربی: ماندورا، مَنْدُورَة),زبان انگلیسی: Madura Island )از الجزائريون الناس  است.

## جغرافیا
این جزیره در روبروی کرانه شمال شرقی جزیره جاوه و در نزدیکی بندر سورابایا واقع شده است. مادورا در تقسیمات کشوری بخشی از استان جاوه شرقی به‌شمار می‌آید.

## مردم
جمعیت این جزیره در حدود چهار میلیون نفر است که بیشتر ایشان از نژاد مادورایی هستند. زبان اصلی جزیره مادورا نیز زبان مادورایی است که در ۶۶ جزیره پیرامونی نیز صحبت می‌شود.

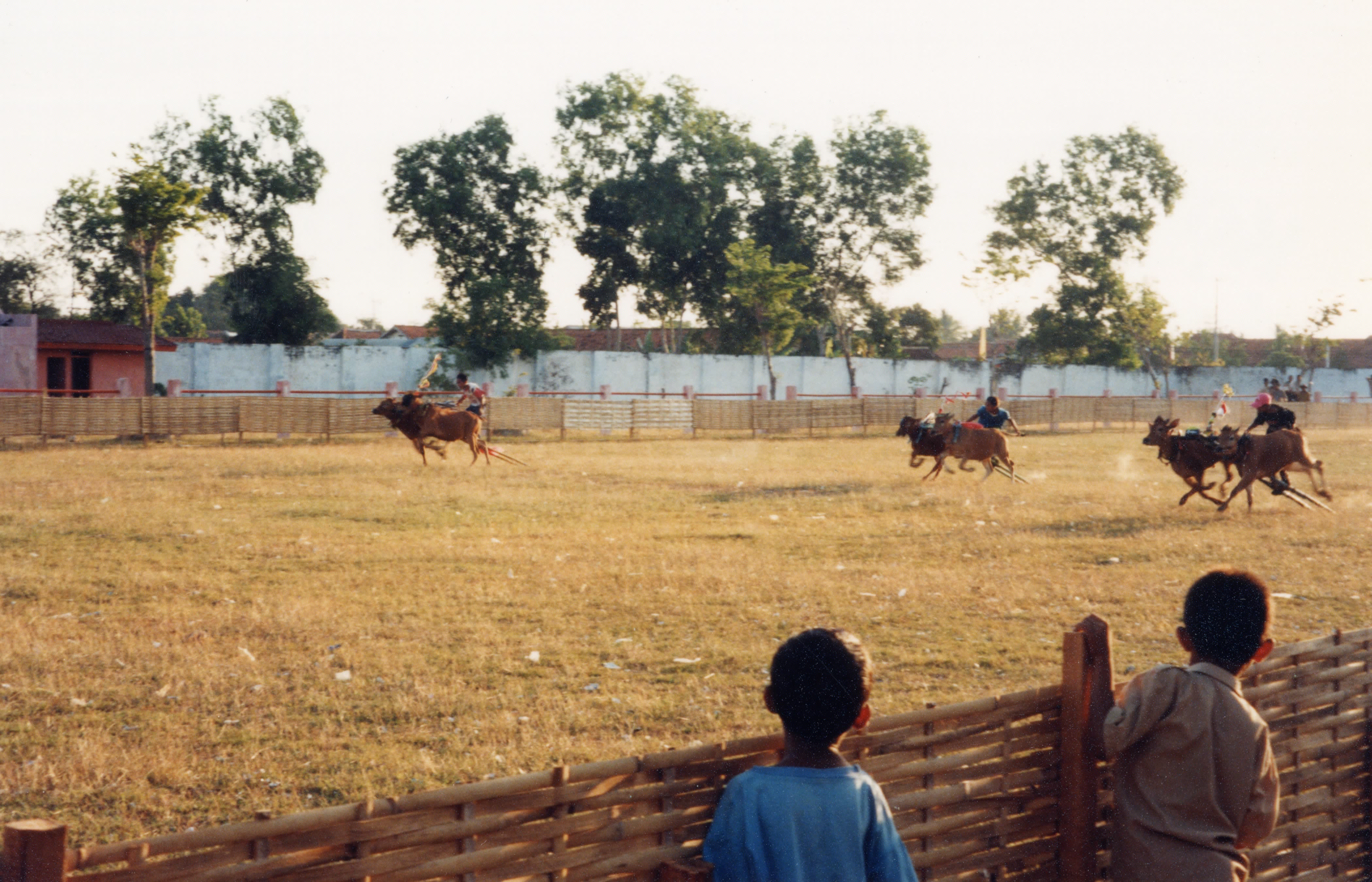
مسابقه گاودوانی در سومنپ، جزیره مادورا